# Middleburgh
Middleburgh és una població dels Estats Units a l'estat de Nova York. Segons el cens del 2000 tenia 1.398 habitants.

## Demografia
Segons el cens del 2000, Middleburgh tenia 1.398 habitants, 595 habitatges, i 371 famílies. La densitat de població era de 449,8 habitants/km².
Dels 595 habitatges en un 28,6% hi vivien nens de menys de 18 anys, en un 46,6% hi vivien parelles casades, en un 11,4% dones solteres, i en un 37,6% no eren unitats familiars. En el 34,3% dels habitatges hi vivien persones soles el 16,8% de les quals corresponia a persones de 65 anys o més que vivien soles. El nombre mitjà de persones vivint en cada habitatge era de 2,33 i el nombre mitjà de persones que vivien en cada família era de 2,98.
Per edats la població es repartia de la següent manera: un 25,3% tenia menys de 18 anys, un 6,4% entre 18 i 24, un 26,7% entre 25 i 44, un 23,3% de 45 a 60 i un 18,4% 65 anys o més.
L'edat mediana era de 39 anys. Per cada 100 dones de 18 o més anys hi havia 83,7 homes.
La renda mediana per habitatge era de 30.583 $ i la renda mediana per família de 44.286 $. Els homes tenien una renda mediana de 31.438 $ mentre que les dones 25.313 $. La renda per capita de la població era de 17.948 $. Entorn del 12,2% de les famílies i el 17,8% de la població estaven per davall del llindar de pobresa.